# Murom
För andra betydelser, se Murom (olika betydelser).

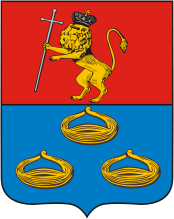
Stadens vapen.

Murom (ryska Му́ром) är den tredje största staden i Vladimir oblast i Ryssland. Folkmängden uppgick till 110 746 invånare i början av 2015.
Murom var redan på 900-talet känd som handelsstad.

## Kända personer
Bland personer med Murom som födelseort kan man nämna:
- Nikita Dobronravoff; en rysk-ortodox präst, teolog, hegumen, kyrkohistoriker.
- Ilja Muromets; i rysk mytologi en hjälte med övernaturliga krafter och attribut, en s.k. bogatyr.
- Sergej Prokudin-Gorskij; pionjär inom färgfotografering.
- Vladimir Zworykin; en av pionjärerna inom den moderna TV-tekniken.

## Vänorter
- Most, Tjeckien
- Babrujsk, Vitryssland